# タットル (小惑星)
タットル (5036 Tuttle) は、小惑星帯に位置する小惑星である。北海道釧路で上田清二と金田宏が発見した。
多くの彗星を発見したアメリカ合衆国の天文学者、ホレース・タットルに因んで命名された。